# Beaver City (Nebraska)
Beaver City település az Amerikai Egyesült Államok Nebraska államában, Furnas megyében, melynek megyeszékhelye is. Lakosainak száma 537 fő (2020. április 1.).

## Népesség
A település népességének változása:

| 2010 | 609 |
| 2020 | 537 |